# Alex Wilson (labdarúgó, 1933)
Alexander Wilson (Buckie, 1933. október 29. – 2010. július 19.) skót labdarúgóhátvéd.
A skót válogatott tagjaként részt vett az 1954-es labdarúgó-világbajnokságon.